# Просвірнін Олександр Дмитрович
Олександр Дмитрович Просвірнін (1914—2005) — радянський конструктор Горьківського автозаводу. Лауреат Сталінської премії другого ступеня (1947).

## Біографія
Народився 9 вересня 1914 року. Закінчив заочно Горьківський індустріальний інститут (1940) із кваліфікацією інженера-механіка за спеціальністю «автомобілі».
У 1938—1987 роках працював на ГАЗі: інженер-конструктор, провідний конструктор, заступник головного конструктора з вантажних автомобілів (1952), з 1958 року — головний конструктор-начальник управління конструкторських та експериментальних робіт.
Під його керівництвом створені базові моделі та модифікації вантажних автомобілів: ГАЗ-52, ГАЗ-52-04, ГАЗ-53, 53А, 53-12, ГАЗ-66, 66-11, ГАЗ-4301, ГАЗ-4509, ГАЗ-6008; легкових автомобілів: ГАЗ-24 «Волга», ГАЗ-3102 «Волга», ГАЗ-13 «Чайка», ГАЗ-14 «Чайка»; гусеничних машин: ГАЗ-71, ГАЗ-73, ГАЗ-3403 та ряд інших моделей техніки.
Керував розробкою дослідних зразків дизельного автопоїзда ГАЗ-6008, автомобілів ГАЗ-3301, ГАЗ-3307, гусеничного снігоболотоходу ГАЗ-3933, нового легкового автомобіля середнього класу ГАЗ-3105.
Помер 27 лютого 2005 року у Нижньому Новгороді. Похований на Старо-автозаводському цвинтарі.

## Нагороди
- Сталінська премія другого ступеня (1947) — за створення вантажного автомобіля «ГАЗ-51»
- орден Леніна (1966)
- два ордени Трудового Червоного Прапора (1971, 1982)
- медалі СРСР та ВДНГ.